# Katzenthal
Katzenthal (en alsacià Katzethal) és un municipi francès, situat a la regió del Gran Est, al departament de l'Alt Rin. L'any 1999 tenia 497 habitants.

## Demografia
| 1962 | 1968 | 1975 | 1982 | 1990 | 1999 |
| ---- | ---- | ---- | ---- | ---- | ---- |
| 463  | 483  | 528  | 505  | 505  | 497  |

## Administració
| Període   | Identitat        | Partit |
| --------- | ---------------- | ------ |
| 2001-2008 | Marius Eckle     |        |
| 2008-     | Nicole Tisserand |        |